# やしお市民大学
やしお市民大学（やしおしみんだいがく、英語: Yashio Shimin Daigaku）、やしお市民大学院（やしおしみんだいがくいん、英語: Yashio Shimin Daigakuin）、は、埼玉県八潮市大字鶴ケ曽根420－2に本部を置く八潮市の市民大学である。市民大学は2003年4月に設置され、大学院は2007年4月に設置された。大学と大学院の略称はやしお市民大学、やしお市民大学院。
なお「大学」「大学院」を名乗ってはいるが、あくまで八潮市が市民の生涯学習のために運営しているものであり、学校教育法に基づいて設置されている正規の大学・大学院ではない。